# صالحان (كبغيان)
صالحان (بالفارسية: صالحان) هي قرية تقع في إيران في قسم كبغيان الريفي. يقدر عدد سكانها بـ 447 نسمة بحسب إحصاء 2016.